# Баден-Вюртембергская киноакадемия
Киноакадемия Баден-Вюртемберга (нем. Filmakademie Baden-Württemberg, FABW) — киноакадемия, расположенная в городе Людвигсбург; была основана в 1991 году и управляется как некоммерческое ООО (gemeinnützige GmbH), единственным участником которого является федеральная земля Баден-Вюртемберг. В настоящее время в академии обучается около 500 студентов, которых обучают более 300 преподавателей.

## История
Киноакадемия была основана по инициативе Альбрехта Аде и начала свою образовательную деятельность 14 октября 1991 года. Основателями выступили Альбрехт Аде как художественный директор и Эрнст-О. Шульце как финансовый директор (до 1997 года). В 1993 году FABW переехала в свое нынешнее местоположение между улицами Матильденштрассе и Аллеенштрассе.
В 1999 году на федеральном уровне было согласовано создание немецко-французской киноакадемии, которая начала работу годом позже как сотрудничество FABW с французской киношколой La Fémis (проект "Ателье Людвигсбург-Париж"). С 1997 по 2007 год Ханс-Йоахим Штек работал финансовым директором. В 2001 году Артур Хофер сменил Альбрехта Аде на посту художественного руководителя.
В 2002 году при Киноакадемии был создан Институт анимации как частично самостоятельное подразделение. С 2005 года академию возглавляет Томас Шадт в качестве художественного директора, а с 2007 года — в качестве единственного управляющего директора. В 2008 году на территории кампуса была создана независимая Академия исполнительских искусств Баден-Вюртемберга, с которой FABW поддерживает различные образовательные сотрудничества.

## Образование

### Учебные программы
Киноакадемия предлагает три программы дипломного образования: "Кино + Медиа", "Производство" и "Киномузыка + Звуковой дизайн" в формате четырехлетнего очного обучения, которое делится на двухлетнее базовое обучение и двухлетнее проектное обучение. Эти три образовательные программы разделены на различные специализации, которые, в свою очередь, могут включать различные направления углубленного изучения.
Для абитуриентов с дипломом бакалавра или преддипломом в принципе возможен переход сразу на проектное обучение. С 2018/19 учебного года также предлагаются следующие восемь специализаций в качестве программ дипломного последипломного образования: журналистский фильм, моушн-дизайн, сценография, интерактивные медиа, анимация/продюсирование анимационных эффектов, анимация/технический директор, киномузыка и кинозвук/звуковой дизайн.

### Институт анимации
Институт анимации был основан в 2002 году как часть Киноакадемии Баден-Вюртемберга. Институт обучает студентов в областях анимации, визуальных эффектов, продюсирования анимации и эффектов, технического руководства и интерактивных медиа.
Кроме того, Институт анимации организует профессиональную конференцию FMX - Film and Media Exchange в Штутгарте, одно из важнейших отраслевых мероприятий по цифровым визуальным искусствам в Европе.

### Ателье Людвигсбург-Париж
Ателье Людвигсбург-Париж — это созданная в 2001 году годичная программа повышения квалификации для молодых европейских кинематографистов в области производства и дистрибуции с акцентом на разработку материала, финансирование, производство, дистрибуцию и маркетинг. Она предлагается киношколами La Fémis в Париже и Киноакадемией Баден-Вюртемберга. В 2007 году к ним присоединилась Национальная школа кино и телевидения в Биконсфилде близ Лондона в качестве партнера по сотрудничеству.
Каждый год в рамках Ателье Людвигсбург-Париж создается серия короткометражных фильмов на общую тему. Эти серии являются немецко-французскими копродукциями FABW с ARTE, SWR и La Fémis. Участники Ателье работают в двунациональных командах и отвечают за производство фильмов в качестве продюсеров. Все фильмы демонстрируются, среди прочего, на Французских кинематографических днях в Тюбингене и на фестивале Max Ophüls Preis, а также транслируются на ARTE.

### Киноактерское мастерство / Screen Acting
Отделение киноактерского мастерства дважды в год проводит самостоятельный курс, который специально ориентирован на молодые таланты, желающие расширить своё классическое актерское образование за счет практики и теории киноактерского мастерства.
Немецкий воркшоп по киноактерскому мастерству проводится ежегодно с апреля по июнь в сотрудничестве с Высшей школой музыки и исполнительских искусств Штутгарта и предлагает возможность внешним актерским талантам повысить квалификацию для работы перед камерой. Англоязычный Международный воркшоп по киноактерскому мастерству предназначен для уже более опытных актеров и актрис со всей Европы как вход в международную карьеру перед камерой. В обоих воркшопах преподают опытные специалисты со всего мира.

### Другие инициативы
Интернационализация: FABW реализует программы обмена с партнерскими университетами на пяти континентах. В 2014 году был создан международный класс для иностранных студентов. Двухлетнее проектное обучение с 2023/24 учебного года переводится на двуязычную (немецко-английскую) программу.
Книжные публикации: В 2017 году была создана серия книг под названием "Edition FABW", в которой с тех пор было опубликовано несколько сценариев и сборников рассказов студентов Киноакадемии и Академии исполнительских искусств. Сборники рассказов выходят под патронажем Филиппа Келя, издателя издательства Diogenes Verlag.
Гендерное равенство, разнообразие и антидискриминация: Во время Берлинале 2018 года немецкие киношколы представили совместный программный документ по гендерному равенству. FABW также обязалась создавать осведомленность о гендерной репрезентации в кино и обеспечивать женщинам равные возможности в киноиндустрии. Киноакадемия также запустила различные инициативы и образовательные программы по темам разнообразия и антидискриминации.
Устойчивое развитие: В 2017 году Киноакадемия приняла принципы WIN-Charta земли Баден-Вюртемберг. Это включает в себя приверженность устойчивому и энергосберегающему управлению, в кинематографической сфере, например, через "зелёные съемки" или "зелёное производство".

## Награды и признание
В рамках обучения был создан ряд фильмов, получивших важные награды на национальных и международных фестивалях. К ним относятся студенческие "Оскары" за фильмы «Рокировка» (1998, режиссер: Торстен М. Шмидт), «NimmerMeer» (2007, режиссер: Токе Константин Хеббельн), «О собаках и лошадях» (2012, режиссер: Томас Штубер), «Завершение дела» (2015, режиссер: Дастин Лоозе), документальный фильм «Галамсей — горсть золота» (2017, режиссер: Йоханнес Прейс), анимационный фильм «Красота» (2020, режиссер: Паскаль Шельбли), а также «Tala'Vision» (2021, режиссер: Мурад Абу Эйше).
Кроме того, фильмы студентов академии получили несколько немецких призов за короткометражные фильмы, премий Гримме, наград First Steps и Немецких телевизионных премий. На Международном кинофестивале в Локарно фильм «Желание» (режиссер: Иэн Дилти) был удостоен в 2002 году «Золотого леопарда», а «Closing Time» (режиссер: Николь Фёгеле) в 2018 году — специального приза жюри. На Немецкой кинопремии 2016 года «Above and Below» (режиссер: Николас Штайнер) был признан лучшим документальным фильмом, а в 2017 году выпускной фильм «24 недели» (режиссер: Анне Зора Беррахед) был награжден «Серебряной Лолой». Дебютный фильм «Системный крах», сценарий которого режиссер Нора Фингшайдт разработала во время учебы в Киноакадемии, получил «Серебряного медведя» на Берлинале 2019 года и восемь «Лол» на Немецкой кинопремии 2020 года.
В 2010 году журнал The Hollywood Reporter включил Киноакадемию в список лучших киношкол мира как единственное немецкое учреждение. В 2015-2017 годах Киноакадемия снова была представлена в этом списке.
Институт анимации также был отмечен важными отраслевыми наградами, в том числе на конференции SIGGRAPH за фильмы «458 nm» (2006, режиссеры: Ян Битцер, Илия Брунк, Том Вебер), «Loom» (2010, режиссеры: Ян Битцер, Илия Брунк, Чаба Летай), «Globosome» (2012, режиссер: Саша Геддерт), «Господин Хоппе и ядерные отходы» (2012, режиссеры: Ян Лахауэр, Торстен Лёффлер), «Rollin' Safari» (режиссеры: Кира Бушор, Константин Пеплов и Энни Хабермель) и «Harald» (2013, режиссер: Мориц Шнайдер), а также «Wrapped» (2014, режиссеры: Роман Келин, Фалько Пепер, Флориан Виттманн). Фильм «Шестеренки» (режиссеры: Хайди Виттлингер, Крис Стеннер, Арвид Уибель) был номинирован на «Оскар» 2003 года в категории «Лучший анимационный короткометражный фильм». Кроме того, десять проектов института получили по одной премии VES Award.
Помимо фильмов, успешными являются и интерактивные приложения. Так, игра «A Juggler's Tale» (2021, режиссеры: Штеффен Оберле, Энцио Пробст) получила, среди прочего, Немецкую премию за компьютерные игры 2022 года. Международная платформа для наград и наставничества «The Rookies» признала Киноакадемию Баден-Вюртемберга с ее Институтом анимации «Лучшей школой визуальных эффектов» в мире в 2017 году и поставила ее на 2-е место в категории «Лучшая школа анимации».

## Поступление
При подаче заявления обычно требуется аттестат о полном среднем образовании (абитур), а также не менее одного года практического опыта в кино- или медиаиндустрии. В случае подачи заявления на прямое поступление на проектное обучение необходимо также иметь как минимум преддиплом или степень бакалавра в определенных областях, а для последипломного образования — высшее образование.
Вступительные экзамены проводятся в апреле/мае. Лица, демонстрирующие выдающиеся художественные способности, могут учиться на соответствующих художественных программах без общего, специализированного или технического аттестата о среднем образовании, успешно сдав экзамен для одаренных (исключение составляют научные программы). Требования для допуска к экзамену для одаренных регулируются университетами через устав. Для Киноакадемии и Попакадемии, а также для Академии исполнительских искусств существуют аналогичные правила.